# Plano recurso
Los planos recurso son tomas extras de una escena, es decir, que no estaban planeadas en el guion planteado. Se trata de un plano (ya sea un primer plano, un plano detalle o de otro tipo) que se inserta en la grabación continua principal, interrumpiéndola, y que muestra elementos distintos pero directamente relacionados con la escena. Este tipo de plano no suele aportar contenido adicional y, en el caso de que sí lo haga, no acostumbra a tener importancia para la trama principal. 
Aunque no siempre, el plano recurso suele estar editado por corte de forma que, al finalizar el plano, vuelve a la toma principal y puede sustituir a un jump cut.
De forma similar, una escena recurso consiste en la interrupción de una escena para poder insertar esta, que generalmente no tiene una relación directa. Normalmente, la interrupción es rápida y, como el plano recurso, está editada por corte en el interior de la escena o toma principal.

## Utilización
Es muy común la utilización del plano recurso para marcar o ajustar el ritmo de la acción principal en las películas de género dramático. Tiene también gran importancia como medida de seguridad para el editor, para resolver problemas que puedan surgir con las tomas filmadas o para tener más contenido en el caso de que la edición se salga del guion. También se puede utilizar para enfatizar una acción, proveer información adicional, como enlace de dos partes de la toma principal  o como ayuda para conseguir una escena más larga. Para este último uso, los editores escogen planos recurso relacionados con la acción principal, como puede ser otra acción u objeto del mismo lugar o situación. Por ejemplo,  si la toma principal muestra un hombre caminando por un callejón, algunos posibles planos recurso podrían mostrar un gato que rebusca en un contenedor o una persona que observa desde una ventana.
También se encuentra el uso de planos recurso en películas de terror antiguas, como parte de los efectos especiales. Por ejemplo, la toma de un zombi al cual le cortan la cabeza puede comenzar con el plano de un hacha blandiendo en el aire, seguido por un primer plano del actor que hace el movimiento, y este seguido por el plano de la cabeza ya cortada. George A. Romero, creador de la saga de La noche de los muertos vivientes, y Tom Savini fueron pioneros en usar efectos que sustituían los planos recurso en las películas de terror. El plano recurso también ha sido utilizado en otros géneros, como el de la comedia. En 30 Rock, se utilizó para crear humor visual y la serie animada Padre de familia solía utilizar los planos recurso como gags. También se utiliza en documentales, noticiarios o programas con formato de entrevista, donde los planos recurso son utilizados para intercalar imágenes del entrevistador o para cubrir cortes en la grabación.